# Língua alsaciana

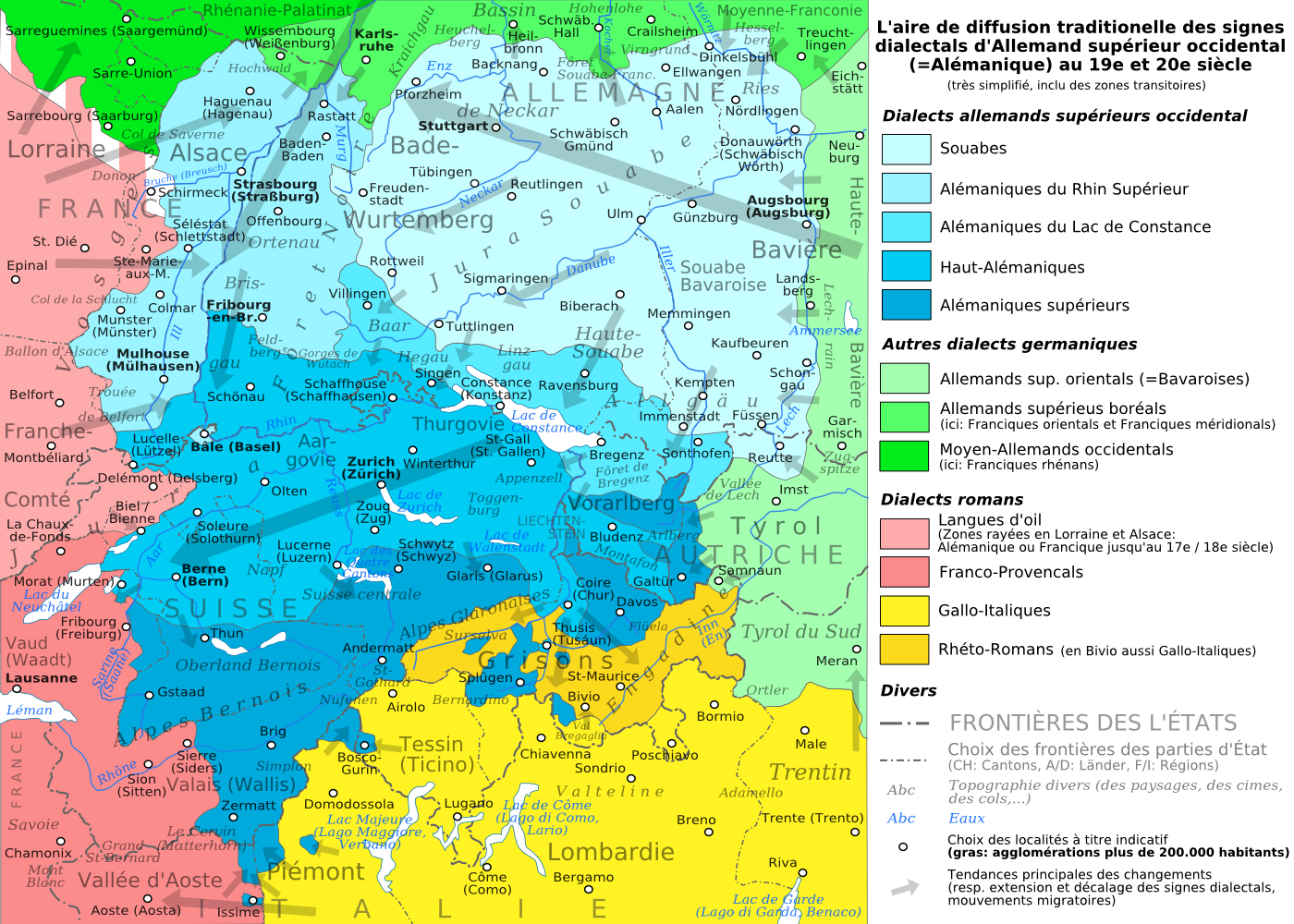
Área de uso do alsaciano e do conjunto de dialetos ditos alemânicos

Alsaciano ou alsácio (em alemânico: Elsässerditsch; em francês lorenês: Elsässerdeitsch; em francês: Alsacien; em alemão: Elsässisch ou Elsässerdeutsch) é um dialeto baixo-alemânico, falado na região da Alsácia (capital Estrasburgo), em França, junto à  Alemanha. Um dialeto do alsaciano é falado nos Estados Unidos pelos chamados amixes suecos, cujos ancestrais emigraram para lá em meados do século XIX. Aproximadamente 7 000 falantes estão localizados principalmente em Condado de Allen, Indiana.